# ۲۳ دسامبر
۲۳ دسامبر در تقویم گرگوری، سیصد و پنجاه و هفتمین (در سال‌های کبیسه سیصد و پنجاه و هشتمین) روز سال است. ۸ روز تا پایان سال باقی است.

## رویدادها
- ۵۵۸ - کلوتار یکم به پادشاهی فرانک‌ها رسید.
- ۱۹۱۳ - نخستین جدول کلمات متقاطع در نیویورک ورلد چاپ شد.
- ۱۹۱۴ - در طی جنگ اول جهانی قوای استرالیایی و نیوزلندی وارد قاهره پایتخت مصر شدند.
- ۱۹۲۱ - دانشگاه ویسو بهاراتی که توسط رابیندرانات تاگور بنیان‌گذاری شده بود افتتاح شد.
- ۱۹۳۶ - کلمبیا به توافق بوینس آیرس پیوست.
- ۱۹۴۱ - جنگ دوم جهانی: پیروزی نیروهای امپراتوری ژاپن در نبرد جزیره ویک
- ۱۹۴۷ - ترانزیستور اختراع شد.
- ۱۹۵۸ - برج توکیو بلندترین برج فولادی متکی به خود در جهان بازگشایی شد.
- ۱۹۶۸ - ۸۲ ملوان آمریکایی ناو یواس‌اس پوبلو (ای‌جی‌ئی‌آر-۲) که به مدت ۱۱ ماه در گروگان رژیم کره شمالی بودند آزاد شدند.
- ۱۹۷۰ - جمهوری دموکراتیک کنگو رسماً دارای نظام تک حزبی شد.
- ۱۹۷۲ - در اثر زلزله ۶٫۵ ریشتری در ماناگوآ پایتخت نیکاراگوئه دست کم ۱۰۰۰۰ نفر کشته شدند.
- ۱۹۷۹ - قوای شوروی سابق در طی حمله به افغانستان پایتخت این کشور کابل را اشغال کردند.
- ۱۹۹۰ - ۸۸٫۵ درصد از شرکت کنندگان در رفراندوم رای به استقلال اسلوونی از یوگسلاوی دادند.
- ۲۰۰۲ - یک پهپاد ام کیو-۱ پرداتور آمریکایی که جزو هواپیماهای برقرارکننده منطقه پرواز ممنوع در آسمان عراق بود به وسیله یک جنگنده میگ-۲۵ ارتش رژیم صدام حسین ساقط و منهدم شد.
- ۲۰۰۳ - در انفجار در میدان گازی چواندونگبی مربوط به شرکت پتروچاینا در چونگ کینگ چین حداقل ۲۳۴ تن کشته شدند.
- ۲۰۰۵ - تخاصم میان چاد و سودان آغاز شد.
- ۲۰۰۷ - حکومت نپال از پادشاهی به جمهوری فدرال تغییر کرد.

## زادروزها
- ۱۶۰۵ - تیانچی، امپراتور سلسله مینگ
- ۱۷۷۷ - الکساندر یکم، امپراتور روسیه
- ۱۷۹۰ - ژان فرانسوا شامپولیون، زبان‌شناس و شرق‌شناس فرانسوی
- ۱۹۱۸ - هلموت اشمیت، سیاست‌مدار آلمانی
- ۱۹۳۲ - تئودور بومپا، ورزشکار و استاد دانشگاه اهل رومانی
- ۱۹۴۳ - سیلویا، شهبانوی سوئد
- ۱۹۴۶ - ملیکه العاصمی شاعر، دانشگاهی، نویسنده و سیاستمدار مغربی.[۱]

## درگذشت‌ها
- ۱۹۳۹ - آنتونی فوکر، بنیانگذار شرکت فوکر
- ۲۰۱۳ - میخائیل کلاشنیکف، مخترع  روس سلاح کلاشنیکف

## مناسبت‌ها
- روز پیروزی در مصر
- روز ملی در ژاپن
- روز کودک در سودان جنوبی
- روز پرچم در سوئد